# Ga Đồng Đăng
Ga Đồng Đăng là một nhà ga xe lửa tại xã Đồng Đăng, tỉnh Lạng Sơn. Được kết nối với Trung Quốc tại khu tự trị dân tộc Choang Quảng Tây. Nhà ga là điểm kết thúc tuyến đường sắt Hà Nội - Đồng Đăng và được nối với ga Bằng Tường thuộc tuyến đường sắt Hành Dương - Bằng Tường của Trung Quốc.

## Lịch sử
Ngày 24 tháng 4 năm 1889, Chính phủ Pháp quyết định xây dựng tuyến đường sắt đầu tiên ở Bắc Kỳ.
Năm 1902,ga Đồng Đăng được hình thành như là một điểm đỗ cuối của tuyến đường sắt Hà Nội - Mục Nam Quan.
Năm 1908, ga Đồng Đăng trở thành nhà ga có tác nghiệp cả hai đầu.Trong cuộc kháng chiến chống Pháp, tuyến đường sắt bị tê liệt,nhà ga bị bỏ hoang.
Ngày 28 tháng 2 năm 1955, chuyến tàu đầu tiên thông đường đã chạy từ ga Yên Viên lên ga Đồng Đăng sang ga Bằng Tường (Trung Quốc).
Ngày 19 tháng 7 năm 1955, Hội nghị liên vận 10 nước xã hội chủ nghĩa (OSZD) họp ở Berlin (Đức) thống nhất kết nạp Đường sắt Việt Nam là thành viên.Đó cũng là ngày ga Đồng Đăng trở thành ga liên vận quốc tế - nơi cuối tiễn đưa các đoàn tàu chở hành khách, hàng hoá quốc tế vào Việt Nam cũng như của Việt Nam ra quốc tế.Trong chiến dịch Linebacker, Đồng Đăng là ga địa đầu nằm trên tuyến đường chiến lược, các ga trên tuyến đường sắt Hà Nội - Hữu Nghị thành cảng nổi tiếp nhận toàn bộ hàng viện trợ và hàng nhập thay cho cảng Hải Phòng.
Năm 1992, từ trong đổ nát, nhà ga đã hồi sinh.
Năm 1996, nhà ga được khánh thành khôi phục thông xe đường sắt liên vận quốc tế Việt Nam-Trung Quốc.
Ngày 26 tháng 2 năm 2019, nhà ga vinh dự đón tiếp và tiễn chủ tịch Triều Tiên Kim Chính Ân lần đầu đến Việt Nam trong chuyến tham dự Hội nghị Thượng đỉnh Hoa Kỳ - Triều Tiên lần thứ 2 và thăm hữu nghị chính thức Việt Nam.